# Lô Borges
Lô Borges (né Salomão Borges Filho le 10 janvier 1952 à Belo Horizonte) est un auteur-compositeur-interprète et guitariste brésilien.

## Biographie
Un des fondateurs de Clube da Esquina, il est connu pour sa co-écriture avec Milton Nascimento de l'album Clube da Esquina en 1972 qui est entré dans les 1001 albums qu'il faut avoir écoutés dans sa vie.

## Discographie
- 1972 : Clube da Esquina (avec Milton Nascimento)
- 1972 : Lô Borges
- 1979 : A Via Lactea
- 1980 : Os Borges
- 1981 : Nuvem Cigana
- 1984 : Sonho Real
- 1987 : Solo - Ao Vivo
- 1996 : Meu Filme
- 2001 : Feira Moderna
- 2003 : Um Dia e Meio
- 2006 : BHanda
- 2008 : Intimidade
- 2009 : Harmonia
- 2011 : Horizonte Vertical'